# Верховный Совет Молдавской ССР

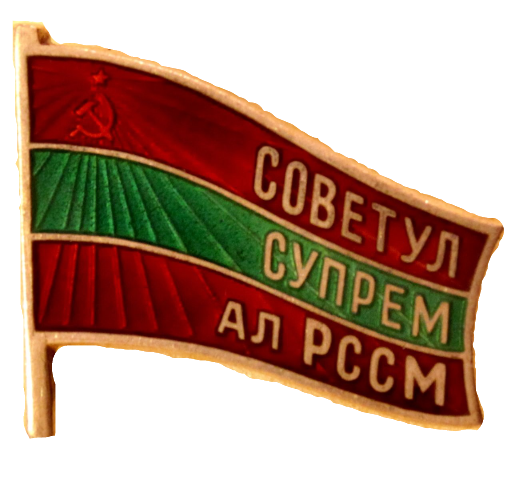
Значок депутата Верховного Совета Молдавской ССР

Верховный Совет Молдавской ССР (молд. Советул Супрем ал РСС Молдовенешть / Sovietul Suprem al RSS Moldovenești) — высший орган государственной власти Молдавской Советской Социалистической Республики и независимой Республики Молдова (с 27 августа 1991), действовавший с февраля 1941 года по октябрь 1993 года.

## Созывы
- I созыв — заседал с 1941 по 1946
- II созыв — заседал с 1947 по 1950
- III созыв — заседал с 1951 по 1954
- IV созыв — заседал с 1955 по 1959
- V созыв — заседал с 1959 по 1962
- VI созыв — заседал с 1963 по 1966
- VII созыв — заседал с 1967 по 1970
- VIII созыв — заседал с 1971 по 1974
- IX созыв — заседал с 1975 по 1979
- X созыв — заседал с 1980 по 1984
- XI созыв — заседал с 1985 по 1989
- XII созыв — заседал с 1990 по 1993

## Председатели Верховного Совета Молдавской ССР
- Салогор, Никита Леонтьевич (8 февраля 1941 — 13 мая 1947)
- Радул, Макарий Михайлович (13 мая 1947 — 26 марта 1951)
- Кожухарь, Семён Тимофеевич (26 марта 1951 — 17 апреля 1959)
- Вартичан, Иосиф Константинович (17 апреля 1959 — 3 апреля 1963)
- Лупан, Андрей Павлович (3 апреля 1963 — 11 апреля 1967)
- Радауцан, Сергей Иванович (11 апреля 1967 — 14 июля 1971)
- Лазарев, Артём Маркович (14 июля 1971 — 10 апреля 1980)
- Боцу, Павел Петрович (10 апреля 1980 — 29 марта 1985)
- Лупашку, Михаил Феодосьевич (29 марта 1985 — 12 июля 1986)
- Чобану, Ион Константинович (12 июля 1986 — 17 апреля 1990)
- Снегур, Мирча Иванович (27 апреля 1990 — 3 сентября 1990)
- Мошану, Александр Константинович (3 сентября 1990 — 3 февраля 1993)
- Лучинский, Пётр Кириллович (4 февраля — 12 октября 1993)

## Председатели Президиума Верховного Совета Молдавской ССР
- Бровко, Фёдор Григорьевич (10 февраля 1941 — 26 марта 1951)
- Кодица, Иван Сергеевич (28 марта 1951 — 3 апреля 1963)
- Ильяшенко, Кирилл Фёдорович (3 апреля 1963 — 10 апреля 1980)
- Калин, Иван Петрович (19 апреля 1980 — 24 декабря 1985)
- Мокану, Александр Александрович (24 декабря 1985 — 29 июля 1989)
- Снегур, Мирча Иванович (29 июля 1989 — 17 апреля 1990)